# Nephepeltia leonardina
Nephepeltia leonardina – gatunek ważki z rodziny ważkowatych (Libellulidae). Występuje na terenie Ameryki Południowej.